# Alberte Greve
Alberte Emilie Greve (* 16. September 2005 in Næstved) ist eine dänische Radsportlerin, die im Straßen- und im Bahnradsport aktiv ist.

## Sportlicher Werdegang
2023 wurde Alberte Greve dänische Junioren-Meisterin im Einzelzeitfahren. Bei den Straßeneuropameisterschaften im selben Jahr wurde die Sechste im Einzelzeitfahren der Juniorinnen, bei den Straßenweltmeisterschaften 13. Im Straßenrennen der Juniorinnen belegte sie Platz 14.
2024 wurde Greve dänische U23-Meisterin im Straßenrennen und im Einzelzeitfahren. In der Wertung des Straßenrennens der Elite belegte sie Platz sechs, im Einzelzeitfahren Platz drei. Bei den Bahnradsport-Europameisterschaften 2024 wurde sie Achte und bei den Bahnweltmeisterschaften 2024 Siebte in der Einerverfolgung.
Nach einem Jahr bei den Lotto Dstny Ladies erhielt Greve zur Saison 2025 einen Vertrag beim UCI Women’s WorldTeam Uno-X Mobility.

## Erfolge

### Straße
2023
- Dänische Junioren-Meisterin – Einzelzeitfahren

2024
- Dänische U23-Meisterin – Straßenrennen, Einzelzeitfahren

2025
- Dänische Meisterin – Straßenrennen